# Santa-Maria-Poggio
Santa-Maria-Poggio é uma comuna francesa na região administrativa de Córsega, no departamento da Alta Córsega. Estende-se por uma área de 10,28 km². 